# Centrochlora esmeralda
Centrochlora esmeralda är en fjärilsart som beskrevs av Dyar 1912. Centrochlora esmeralda ingår i släktet Centrochlora och familjen nattflyn. Inga underarter finns listade i Catalogue of Life.